# Hippasa flavicoma
Hippasa flavicoma är en spindelart som beskrevs av Lodovico di Caporiacco 1935. Hippasa flavicoma ingår i släktet Hippasa och familjen vargspindlar. Inga underarter finns listade i Catalogue of Life.